# Kenitra
Kenitra (àrab: القنيطرة, al-Qunayṭra; amazic estàndard marroquí: ⵇⵏⵉⵟⵔⴰ, Qniṭra) és una ciutat del Marroc, que es troba a la província de Kénitra de la regió de Rabat-Salé-Kenitra. Segons el cens de 2014 tenia una població total de 431.282 persones. El nom kenitra significa ‘pont petit’, i durant el protectorat era coneguda com a Port-Lyautey. Té un port al riu Sebou.

## Demografia
| 1994    | 2004            | 2014            |
| ------- | --------------- | --------------- |
| 292.453 | 359.142 · 22,8% | 431.282 · 20,1% |

## Història
Abans del protectorat francès, existia a la zona solament la kasbah de Mehdia. El primer General Resident del Marroc, Hubert Lyautey va fundar el 1912 el fort, el port i la ciutat. El port de Kenitra va ser obert el 1913.
Després de l'Operació Torxa, Estats Units va usar les instal·lacions franceses com a base, i més tard es van expandir fins a convertir Kenitra en estació aeronaval nord-americana. La base va ser compartida entre els Estats Units i el Marroc durant la Guerra Freda. L'estació aèria va ser tancada el 1991.

## Galeria

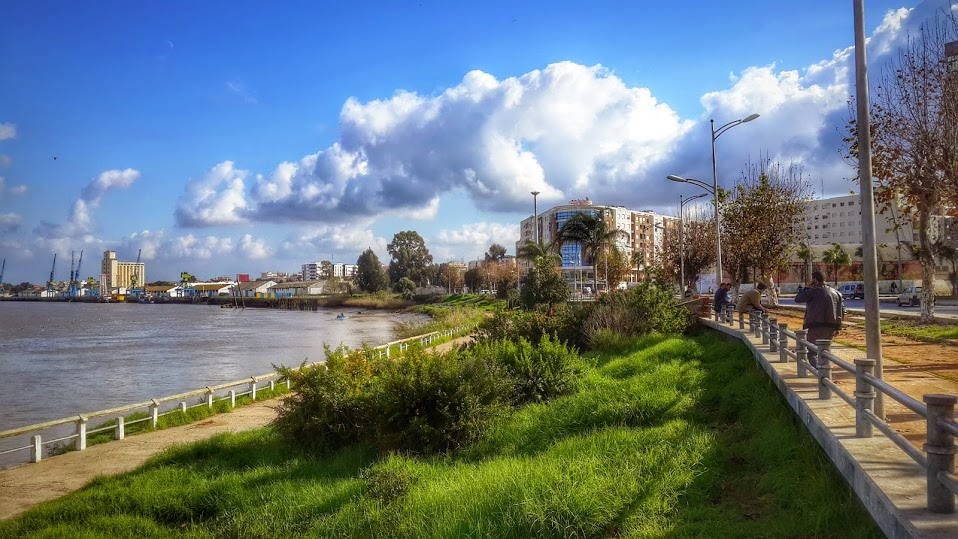
Riu Sbou - Corniche
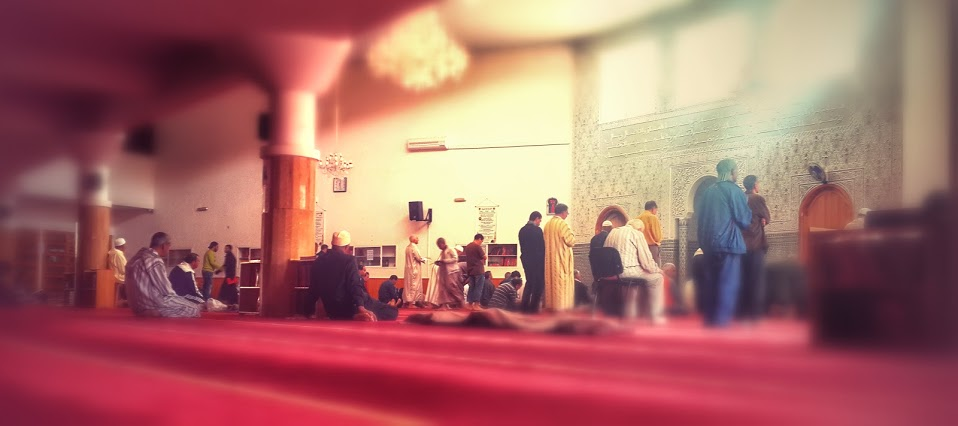
Mesquita de Zamzam - Mimouza Kenitra
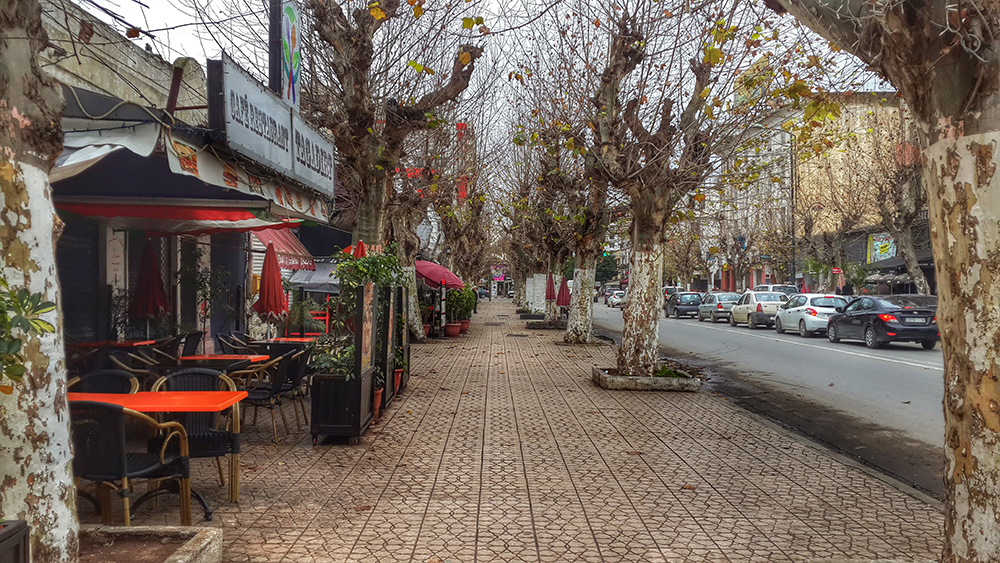
Avenue Mohamed Diouri, Kenitra
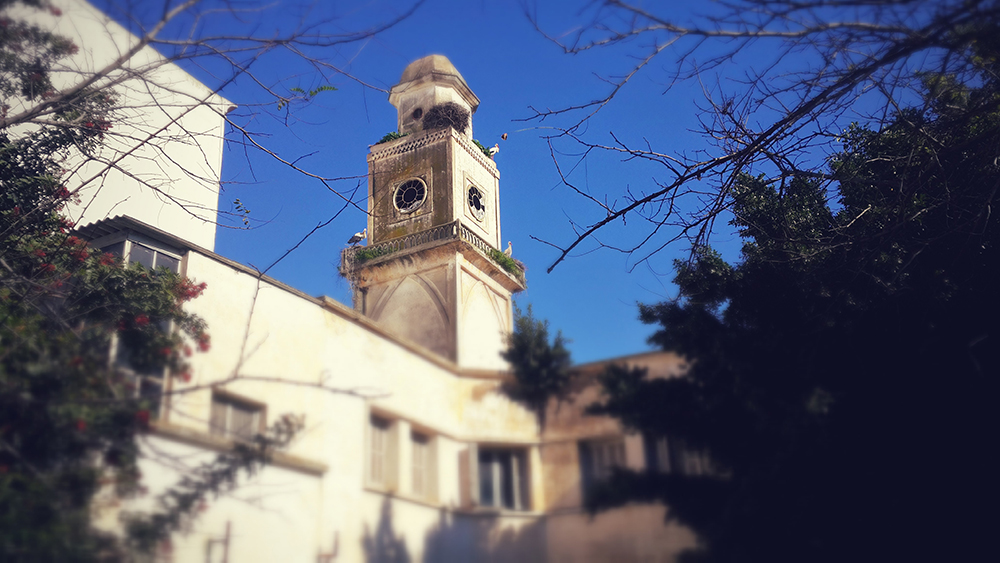
Vell minaret abandonar
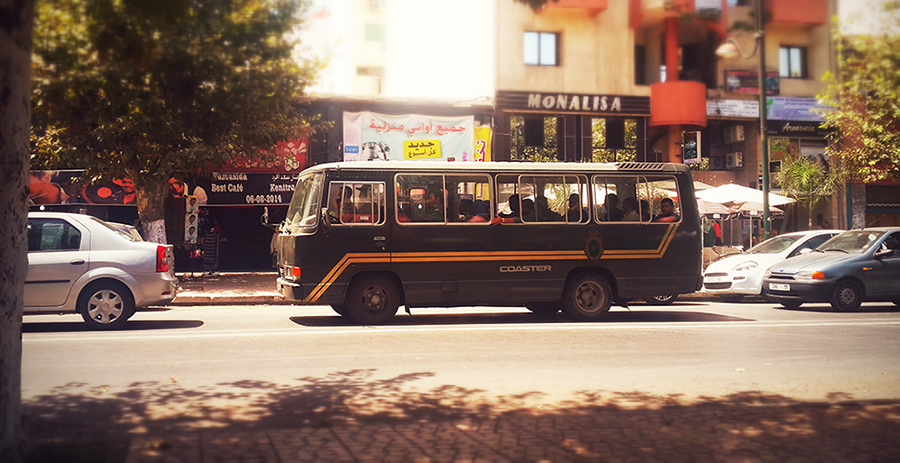
Bus de la base aèria de Kenitra

## Persones il·lustres
- Mohamed Zafzaf (1942-2001), escriptor
- Said Aouita, atleta